# 1923-as Tour de France
Az 1923-as Tour de France a francia kerékpáros körverseny 17.  kiírása. 1923. június 24-én kezdődött, a mezőny Párizs-ból indult és július 22-én ugyanide érkezett be. A legjobb francia kerékpárosnak tartott Henri Pélissier minden versenyt megnyert a Tour előtt, és Henri Desgrange versenyigazgató tudta, ha növelni akarja a verseny népszerűségét, meg kell nyernie őt a részvételre. A dolog előzménye az volt, hogy 1920-ban, szabálytalan gumicsere miatt megbüntették Pélissier-t, ami miatt ő és fivére, Francis két évig nem indult a Touron. Amikor a l'Auto című lapban Desgrange megjelentetett egy cikket, ami szerint Pélissier túl öreg ahhoz hogy részt vegyen a körversenyen, a testvérpár még aznap bejelentette indulását.
Ebben az évben már részt vettek szponzorált csapatok is, és a versenyzőket három kategóriába sorolták: első kategóriás versenyzők, második kategória és egyéb profi csapattagok, harmadik kategória, valamint csapaton kívüli amatőrök. Változtak a szabályok is, például a műszaki problémák esetén a csapat igazgató nyújthatott segítséget. Bevezették a bónusz időt, azaz a szakaszgyőztesek két percet kaptak.
A Pélissier testvérek az Automoto csapattal indultak, az olasz csapatban csak egy hazai versenyző volt: Ottavio Bottecchia. A résztvevőknek 15 etapot kellett teljesíteniük. Az első szakasz győztese Robert Jacquinot volt, aki már 1922-ben is megnyerte ezt. A második szakaszgyőztes Bottecchia lett. A harmadik szakaszon a francia testvérpár nyert, miután Bottecchia defekt miatt időt vesztett. A negyedik szakaszon Henri Pélissier egy eldobott gumiabroncs miatt kapott kétperces büntetést, az olasz versenyző pedig defektet kapott, így Romain Bellenger kerül összetettben az élre. Bár a Pireneusokban Jean Alavoine több szakaszt is nyert, Bottecchia az élre került, és a tizedik szakaszig meg is védte vezető helyét. Az Alpokban már Henri Pélissier dominált, és a sík szakaszokon tovább növelte előnyét. Alavoine baleset miatt kénytelen volt feladni a versenyt. 1911 után újra francia kerekes nyerte meg a Tour de France-ot, több mint fél órás előnnyel.

## Szakaszok
| Szakasz | Időpont    | Végpontok                     | Jellege       | Hossz, km | Szakaszgyőztes           | Összetett első           |
| ------- | ---------- | ----------------------------- | ------------- | --------- | ------------------------ | ------------------------ |
| 1.      | június 24. | Párizs – Le Havre             | Sík szakasz   | 381       | Robert Jacquinot (FRA)   | Robert Jacquinot (FRA)   |
| 2.      | június 26. | Le Havre – Cherbourg          | Sík szakasz   | 371       | Ottavio Bottecchia (ITA) | Ottavio Bottecchia (ITA) |
| 3.      | június 28. | Cherbourg – Brest             | Sík szakasz   | 405       | Henri Pélissier (FRA)    | Ottavio Bottecchia (ITA) |
| 4.      | június 30. | Brest – Les Sables-d’Olonne   | Sík szakasz   | 412       | Albert Dejonghe (BEL)    | Romain Bellenger (FRA)   |
| 5.      | július 2.  | Les Sables d'Olonne – Bayonne | Sík szakasz   | 482       | Robert Jacquinot (FRA)   | Romain Bellenger (FRA)   |
| 6.      | július 4.  | Bayonne – Luchon              | Hegyi szakasz | 326       | Jean Alavoine (FRA)      | Ottavio Bottecchia (ITA) |
| 7.      | július 6.  | Luchon – Perpignan            | Hegyi szakasz | 323       | Jean Alavoine (FRA)      | Ottavio Bottecchia (ITA) |
| 8.      | július 8.  | Perpignan – Toulon            | Sík szakasz   | 427       | Lucien Buysse (BEL)      | Ottavio Bottecchia (ITA) |
| 9.      | július 10. | Toulon – Nizza                | Hegyi szakasz | 281       | Jean Alavoine (FRA)      | Ottavio Bottecchia (ITA) |
| 10.     | július 12. | Nizza – Briançon              | Hegyi szakasz | 275       | Henri Pélissier (FRA)    | Henri Pélissier (FRA)    |
| 11.     | július 14. | Briançon – Genf               | Hegyi szakasz | 260       | Henri Pélissier (FRA)    | Henri Pélissier (FRA)    |
| 12.     | július 16. | Geneva – Strasbourg           | Sík szakasz   | 377       | Joseph Muller (FRA)      | Henri Pélissier (FRA)    |
| 13.     | július 18. | Strassbourg – Metz            | Sík szakasz   | 300       | Romain Bellenger (FRA)   | Henri Pélissier (FRA)    |
| 14.     | július 20. | Metz – Dunkerque              | Sík szakasz   | 433       | Félix Goethals (FRA)     | Henri Pélissier (FRA)    |
| 15.     | július 22. | Dunkerque – Párizs            | Sík szakasz   | 343       | Félix Goethals (FRA)     | Henri Pélissier (FRA)    |

## Összetett eredmények
| 1                         | Henri Pélissier (FRA)    | 1 | Automoto       | 222h 15' 30" |
| 2                         | Ottavio Bottecchia (ITA) | 1 | Automoto       | + 30' 41"    |
| 3                         | Romain Bellenger (FRA)   | 1 | Peugeot–Wolber | + 1h 04' 43" |
| 4                         | Hector Tiberghien (BEL)  | 1 | Peugeot–Wolber | + 1h 29' 16" |
| 5                         | Arsène Alancourt (FRA)   | 1 | Armor          | + 2h 06' 40" |
| 6                         | Henri Collé (SUI)        | 2 | Griffon        | + 2h 28' 43" |
| 7                         | Léon Despontin (BEL)     | 1 | Peugeot–Wolber | + 2h 39' 49" |
| 8                         | Lucien Buysse (BEL)      | 1 | Automoto       | + 2h 40' 11" |
| 9                         | Eugène Dhers (FRA)       | 2 | Armor          | + 2h 59' 09" |
| 10                        | Marcel Huot (FRA)        | 1 | Griffon        | + 3h 16' 56" |
| 139 índúuló, 48 célba érő |                          |   |                |              |